# Artur Axmann

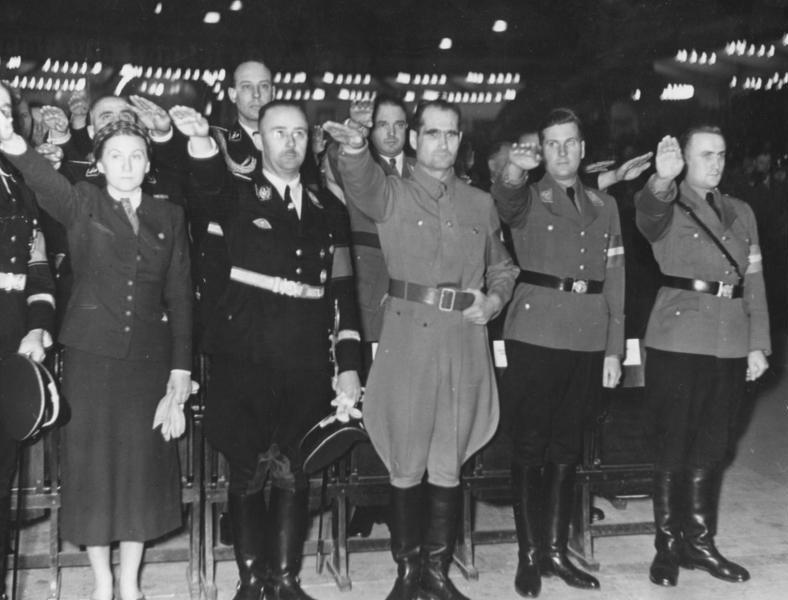
Artur Axmann (längst till höger) vid ett Hitlerjugend-möte i Berlin år 1939. De övriga personerna är, från vänster: Gertrud Scholtz-Klink, Heinrich Himmler, Rudolf Hess och Baldur von Schirach.

Artur Axmann, född 18 februari 1913 i Hagen, död 24 oktober 1996 i Berlin, var en tysk nazistisk politiker. Han var ledare för Hitlerjugend från 1940 till 1945.

## Biografi
Axmann gick som 15-åring med i Hitlerjugend och från 19 års ålder tillhörde han riksungdomsledningen. Den 8 augusti 1940 efterträdde han Baldur von Schirach som ledare för Hitlerjugend. Hans huvuduppgift blev att förbereda ungdomar i åldern 16–18 år för att snabbt kunna sättas in i striderna i andra världskriget. År 1941 sårades Axmann svårt på östfronten och tvingades att amputera höger arm.
I andra världskrigets slutskede befann sig Axmann i Führerbunkern i Berlin. Dagen efter Hitlers självmord, den 30 april 1945, lämnade Axmann bunkern tillsammans med SS-läkaren Ludwig Stumpfegger och Martin Bormann. De tre försökte ta sig igenom de ryska linjerna, men hamnade mitt i en granatexplosion. Axmann vittnade senare om att han omkring klockan 01.30 natten till den 2 maj sett Bormanns och Stumpfeggers lik. Hans vittnesuppgifter bekräftades av upptäckten av kvarlevorna efter Bormann och Stumpfegger 1972.

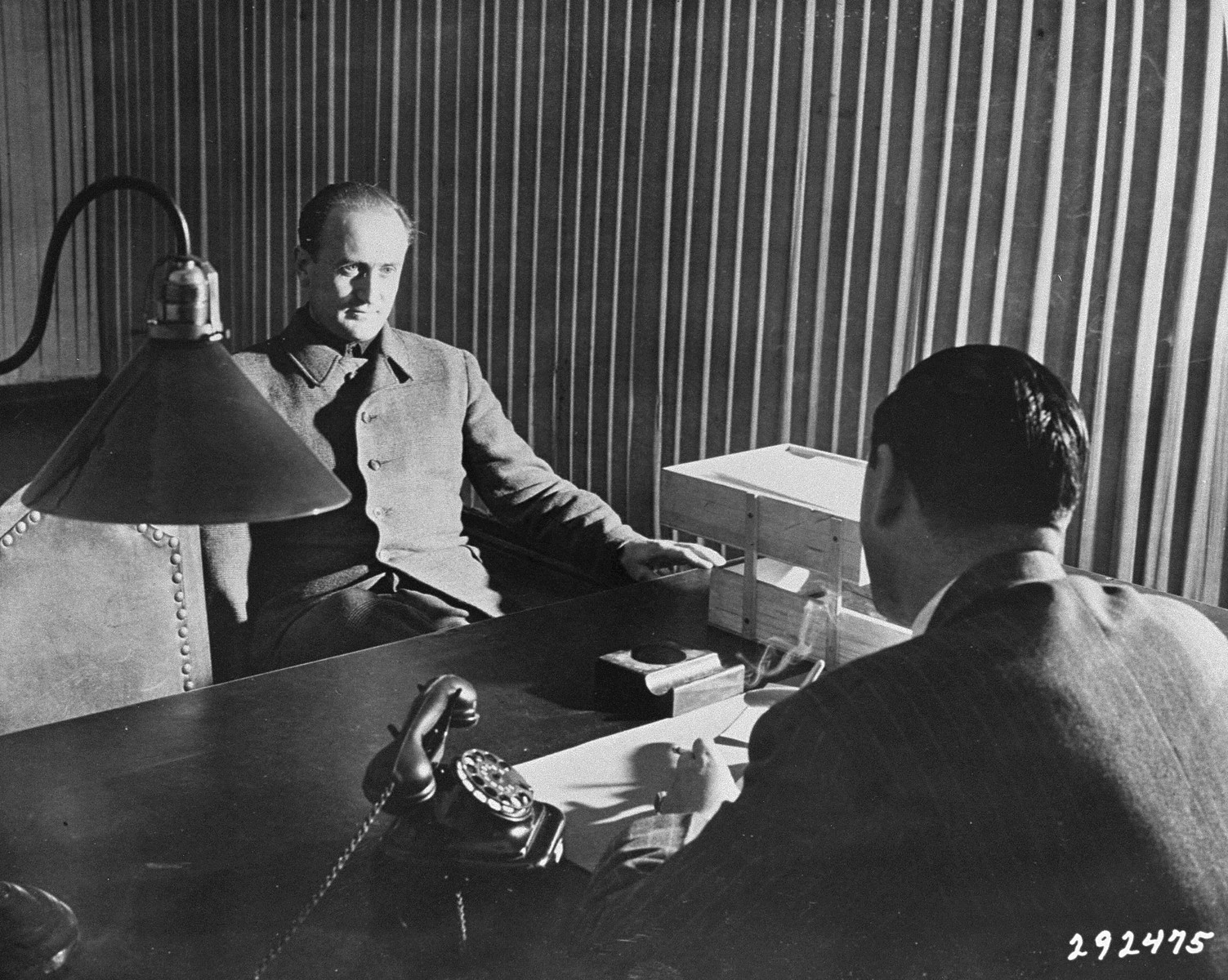
Förhör med Axmann i Nürnberg den 16 oktober 1947.

Axmann lyckades undgå att bli tillfångatagen av de sovjetiska trupperna, och höll sig undan i flera månader under namnet "Erich Siewert". Han deltog i aktiviteter för att skapa en hemlig nazistisk organisation, vilket dock upptäcktes av den amerikanska arméns informationsarbete, varvid han arresterades i december 1945 i Lübeck.
Axmann dömdes 1949 till tre års fängelse, vilket han dock ansågs ha avtjänat i häktet. År 1958 dömdes han till böter för att som ledare för Hitlerjugend ha uppviglat ungdomen.